# ایپون

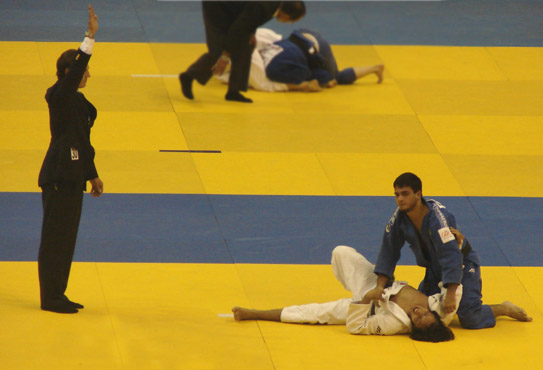
لحظه گرفتن امتیاز ایپون توسط ورزشکار آبی

ایپون (ژاپنی: 一本 هپبورن: Ippon, ت.ت. 'یک امتیاز کامل') بالاترین امتیازی است که یک مبارز در مسابقات هنرهای رزمی ژاپنی، معمولاً کن‌دو، جودو، کاراته یا جوجیتسو، می‌تواند به دست آورد.

## در جودو
در جودو، ایپون ممکن است برای پرتاب، پین، خفگی یا قفل مفاصل به دست آید. برای پرتاب‌ها، چهار معیار برای اعطای ایپون عبارتند از: سرعت، نیرو، فرود روی پشت و کنترل ماهرانه تا پایان فرود. برای فنون پین، پین باید به‌طور مداوم برای ۲۰ ثانیه نگه داشته شود. برای خفگی‌ها و قفل‌ها، ایپون زمانی به دست می‌آید که حریف تسلیم شود یا ناتوان شود. دو وازا-آری متوالی توسط همان ورزشکار نیز به یک ایپون اضافه می‌شود (وازا-آری آواسته ایپون). یک ایپون در جودو اغلب با ضربه ناک اوت در بوکس مقایسه می‌شود.

## در کاراته
در شوبو ایپون کومیت، یک روش مسابقه کاراته، ایپون برای فنی که قاطعانه قضاوت شود، اعطا می‌شود. این معمولاً حرکتی است که به خوبی، با فرم خوب و با فرصت کم برای دفاع حریف، اجرا می‌شود. لگد به سر حریف یا پرتاب‌های جودو که با ضربه‌ای به حریف زمین‌خورده دنبال می‌شود، به‌ویژه احتمال دارد که به عنوان فن برنده ایپون محسوب شوند. یک رقیب با دستیابی به قضاوت ایپون برنده اعلام می‌شود.
گاهی اوقات، شوبو نیهون کومیت استفاده می‌شود که در آن دو ضربه قاطع (یا چهار ضربه کمتر قاطع که به عنوان وازا-آری امتیاز می‌گیرند) برای پیروزی لازم است. در بسیاری از تورنمنت‌ها از امتیازدهی سانبون استفاده می‌شود. این امر باعث ترویج سبک مبارزه‌ای نمایشی‌تر می‌شود که بیشتر به عنوان یک ورزش تماشاگر پسند مناسب است. تورنمنت‌های سنتی‌تر معمولاً از امتیازدهی ایپون استفاده می‌کنند.